# Dasyprocta croconota
Dasyprocta croconota é uma espécie de roedor endêmico do Brasil da família das cutias Dasyproctidae e do gênero Dasyprocta. Encontrado no estado do Pará mas especificamente no baixo Rio Tapajós, margem esquerda do baixo Tocantins e Ilha de Marajó, entre 0 e 200 metros de altura.